# Gemünden (Taunus)
Gemünden is een plaats in de Duitse gemeente Weilrod, deelstaat Hessen, en telt 580 inwoners (2007).